# سیارک ۲۴۹۴۸
سیارک ۲۴۹۴۸ (به انگلیسی: 24948 Babote، نامگذاری:1997NU6) بیست و چهار هزار و نهصد و چهل و هشتمین سیارک کشف شده‌است که در ۹ ژوئیه ۱۹۹۷ کشف شد.
قدر مطلق سیارک برابر ۲۶.۹ است.